# Округ Фултон (Џорџија)
Округ Фултон (енгл. Fulton County) је округ у америчкој савезној држави Џорџија.

## Демографија
По попису из 2010. године број становника је 920.581, што је 104.575 (12,8%) становника више него 2000. године.
| Група             | 2000.           | 2010.           |
| Белци             | 369.997 (45,3%) | 376.014 (40,8%) |
| Афроамериканци    | 363.656 (44,6%) | 405.575 (44,1%) |
| Азијати           | 24.823 (3,0%)   | 51.569 (5,6%)   |
| Хиспаноамериканци | 48.056 (5,9%)   | 72.566 (7,9%)   |
| Укупно            | 816.006         | 920.581         |